# 이자요이 사쿠야
이자요이 사쿠야(일본어: 十六夜 咲夜, Izayoi Sakuya)는 동인 서클 상하이 앨리스 환악단에서 제작한 동방 프로젝트에 등장하는 가공 인물이다.

## 개요
홍마관의 메이드장으로, 홍마관에 살고 있는 유일한 인간이다. 실질적으로 홍마관을 도맡아 관리하는 입장이다. 주인 레밀리아 스칼렛이나 친구인 파츄리 널릿지 등에 대해서는 깍듯한 경어를 사용하며 그 외의 사람에 대해서는 반말을 쓴다. 가슴이 레이무보다 작다 키는 큰 편. 눈 색은 작품에 따라 푸른 계통(《요요몽》 등) 혹은 적・갈색 계통(《홍마향》등). 연령은 ZUN의 직접적 발언으로는〈10〜20세 정도의 인간이라고 해두고 있습니다〉〈아마도 십대 전반의 캐릭터〉, 《구문사기》에서의 히에다노 아큐에 의하면 '본인은 십대 후반이라고 말했다'고 한다.
그녀는 시간을 조종하는 능력을 갖고 있어서 시간을 멈출 수 있다. 또한 시간이 흐르는 속도를 변화시키는 것도 가능한 것 같다. 하지만 일어나버린 일을 없었던 일로 하는 것은 어렵고 부서진 물건 등은 시간을 되돌려도 원래대로는 돌아가지 않기 때문에 사실상 시간을 되돌리는 일은 불가능한 것으로 된다. 시간과 밀접하게 관계되는 공간도 다룰 수 있다.
은제 나이프를 던지는 용도로서 다수 소지하고 있어 능숙하게 다루며 시간을 멈추는 능력을 사용하는 종자없는 기술도 특기로 하고 있다. ZUN에 의하면 나이프를 던지는 솜씨와 요리 솜씨는 비례하는 것 같아서 그 때문에 그녀는 요리도 잘 한다.
그녀는 환상향에서 태어난 것이 아니고 〈이자요이 사쿠야〉라고 하는 이름도 주인인 레밀리아가 붙여준 것이다. 《구문사기》에서는 아큐가, 그녀는 본래 흡혈귀 사냥꾼이 아닐까 하고 추측하고 있다.
《홍마향》시점에서는 그저 매일 식사를 얻기 위해 홍마관에서 일하고 있었다. 《영야초》 시점에서도 계속 홍마관에서 일하는 것을, 의식주를 걱정하지 않아도 되니 쾌적하다고 느끼고 있다. 한편 레밀리아에게는 마음으로부터 충성을 맹세하고 있다.

## 작중 행적
- 《동방홍마향》: 5면 중보스, 5면 보스, 6면 중보스
- 《동방요요몽》: 플레이어 캐릭터
- 《동방췌몽상》: 플레이어 캐릭터, 대전상대
- 《동방영야초》: 플레이어 캐릭터
- 《동방화영총》: 플레이어 캐릭터, 대전상대
- 《동방문화첩》: 레벨 7
- 《동방비상천》: 플레이어 캐릭터, 대전상대
- 《동방비상천칙》: 플레이어 캐릭터, 대전상대 (비상천 연동 시에만)
- 《동방휘침성》: 플레이어 캐릭터
- 《동방홍룡동》: 플레이어 캐릭터